# Єлизаветинка (Великоберезниківський район)
Єлизаве́тинка (рос. Елизаветинка, ерз. Елизаветинка) — село у складі Беликоберезниківського району Мордовії, Росія. Входить до складу Починківського сільського поселення.

## Населення
Населення — 272 особи (2010; 314 у 2002).
Національний склад (станом на 2002 рік):
- росіяни — 88 %